# باسكوف
باسكوف هي بلدية تقع في إقليم أرجيش في رومانيا.

## السكان
حسب إحصائيات 2002 بلغ عدد سكان القرية 8,876 نسمة.